# Tatiana Schucht
Tat'jana Apollovna Šucht (in russo Татьяна Аполловна Шухт?), italianizzato in Tatiana Schucht, (Samara, 15 gennaio 1887 – Frunze, 21 settembre 1943) è stata un'insegnante e traduttrice russa, cognata e figura centrale nella biografia di Antonio Gramsci durante il periodo di prigionia, elemento di collegamento tra il leader comunista, il partito e la famiglia d'origine.

## Biografia

### Infanzia e giovinezza
Tatiana – chiamata familiarmente Tania – era la secondogenita di Apollon Aleksandrovič Schucht e di Julija Grigor'evna Ghirschfeld. Il padre aveva lontane ascendenze tedesche grazie a un avo paterno proveniente dalla Sassonia, la madre, figlia del celebre avvocato di Pietroburgo Grigorij Ghirschfeld, aveva frequentato dei corsi femminili, gli stessi seguiti più tardi da Nadežda Krupskaja – che avrebbe sposato Lenin –, e il cognato di Apollon, Osip, aveva studiato con Lenin all'università di Kazan'. In gioventù, concluso il ginnasio, Apollon seguì le orme del padre venendo ammesso alla prestigiosa Scuola di Cavalleria Nikolaevskoe. Qui attraverso un compagno di studi conobbe una coppia di socialisti, lesse testi di studiosi e filosofi progressisti e rimase affascinato dai valori rivoluzionari, iniziando in seno all’esercito, soprattutto fra gli ufficiali giovani, un’attività clandestina al fine di formare dirigenti pronti all’azione insurrezionale. Sospettato e messo sotto sorveglianza dalla polizia, decise di lasciare l’esercito e si diede da fare per costituire dei piccoli circoli nei quali veniva studiata la teoria rivoluzionaria. In uno di quegli incontri segreti conobbe Julija che sposò nell'aprile del 1885.

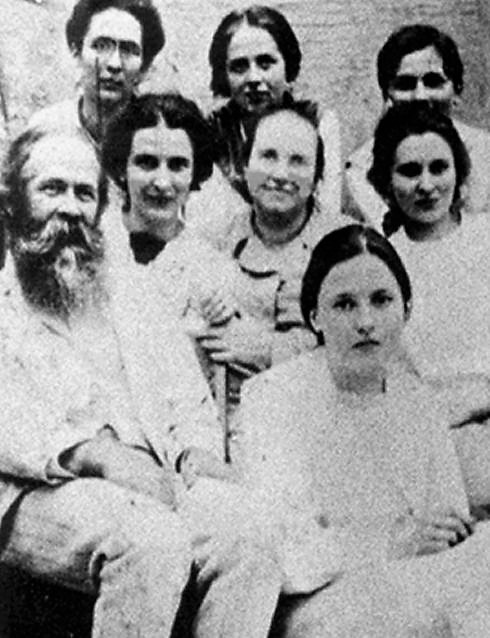
La famiglia Schucht. Da sinistra, in alto: Nadine, Anna, Viktor. Da sinistra, in basso: Apollon, Eugenia, Julija Grigor'evna, Tatiana e, in primo piano, Giulia.

Tatiana nacque a Samara nel 1887, dove la famiglia si era trasferita. Ma le attività clandestine del padre e i suoi contatti con il populismo russo di carattere socialista furono scoperte e Apollon venne dapprima imprigionato e poi relegato in Siberia a Tomsk. Ottenuto dopo un certo tempo il permesso di lasciare il confino, dapprima gli Schucht ritornarono a Samara dove il padre strinse un sodalizio con Lenin; poi, nel 1894, la famiglia di Apollon si trasferì in Svizzera. A casa i coniugi si occupavano della formazione culturale delle figlie, parlando loro di letteratura e di scienze e trasmettendo alle giovani l'amore per la musica colta e per quella popolare russa. Dopo Zurigo e Ginevra fu la volta di Montpellier dove la primogenita Nadine conseguì nel 1905 il diploma di pianoforte e tre anni dopo la laurea in Lettere – avendo inoltre frequentato la Facoltà di Scienze –, divenendo infine una insegnante di francese a Tiflis, l’odierna Tbilisi.
In tale stimolante ambiente familiare e in questa temperie culturale crebbe Tatiana Schucht che, influenzata dall'ingegno duttile ed eclettico della sorella maggiore, volle seguirne l'esempio: a Montpellier studiò violoncello, frequentò e completò i corsi di pedagogia, e il 15 ottobre 1908 maturò il «diploma primario superiore» per l'insegnamento di lingua e letteratura francese agli stranieri presso l'Università. S'iscrisse anche alla facoltà di Medicina, sebbene dalle ricerche condotte sui registri degli studenti consultabili nell'archivio storico della suddetta facoltà, il suo nome non compaia. In quello stesso 1908 la famiglia si trasferì a Roma, dove Tatiana si iscrisse alla facoltà di Scienze e allo stesso tempo seguì insieme alla sorella Eugenia le lezioni di disegno all'Accademia di Belle Arti e tornò a frequentare la facoltà di Medicina; conseguì la laurea in Scienze ma non quella in Medicina, non avendo superato tutti gli esami richiesti.
Dopo qualche anno, a varie riprese tutti i membri della famiglia Schucht ritornarono in Russia, tranne Tatiana che decise di rimanere a Roma dove fu docente di scienze naturali e di matematica dal 1912 al 1924 all’istituto Crandon, nel quale la formazione era di stampo metodista. La Schucht dette anche lezioni private, lavorò come assistente alla Stazione di pescicoltura, dal 1914 fu nella redazione dell'Istituto agrario internazionale di Roma e si interessò in concreto di patologie malariche nei bambini anche presso istituti specializzati. Fra il 1915 e il 1916 lavorò come infermiera al Policlinico Umberto I, forse collaborando con Raffaele Bastianelli e con il professor Vittorio Puccinelli, dei quali seguiva le lezioni universitarie e coi quali rimase in buoni rapporti anche in seguito. Fra le sue carte è conservata una lettera d'amore in francese, datata 20 marzo 1916, probabilmente mai spedita, per un destinatario ignoto che potrebbe essere stato un medico dell'équipe di Bastianelli, se non lo stesso Bastianelli o Puccinelli.

### L'incontro con Gramsci
Da quando Apollon aveva lasciato l'Italia, i contatti tra Tania e la sua famiglia erano divenuti molto sporadici, se non interrotti addirittura. Ci è pervenuta infatti solo una lettera datata 8 ottobre 1922 nella quale, scrivendo in risposta a una missiva del padre, la donna fornisce informazioni scarne e generiche sulla propria vita.
Nel 1922 il leader comunista italiano Antonio Gramsci, durante una sua permanenza in Russia, entrò in contatto con la famiglia Schucht, avendo dapprima una breve relazione sentimentale con Eugenia e subito dopo legandosi in modo definitivo a Giulia; quest'ultima divenne la sua compagna di vita. A Gramsci, nello stesso 1922, fu chiesto di trovare Tania quando fosse rientrato in Italia; ma il ritorno fu possibile non prima della fine di maggio del 1924; egli era stato dapprima ricoverato a Mosca e poi, raggiunto da un mandato di arresto italiano (spiccato nel gennaio del '23), dovette attendere di essere eletto deputato per poter usufruire dell'immunità parlamentare e così tornare in patria.
Tania aveva cambiato spesso domicilio negli anni, restando però sempre nell'area compresa tra il Policlinico Umberto I e il Quartiere Coppedè, ospite per lo più di antibolscevichi e, di tanto in tanto, della famiglia della sua amica Nilde Perilli. Fu proprio da lei che Gramsci iniziò le sue ricerche. La Perilli lo informò che Tania era ricoverata al Policlinico, nella clinica di Bastianelli, senza che avesse una particolare patologia; Gramsci scrisse il 22 giugno a Giulia di avere finalmente l'indirizzo di Tania, ma quando ebbe modo e tempo di andare al Policlinico venne a sapere che non era più lì e che, come riferì alla moglie il 21 luglio, era «partita per i bagni, chi diceva a Pescara e chi in Toscana»; in effetti Tatiana era a Pescara e vi sarebbe rimasta fino ad ottobre. Tania sapeva che il marito della sorella la stava cercando, ma cercava di fuggirlo e disdisse alcuni degli appuntamenti presi attraverso la Perilli. Gramsci non si diede per vinto, anche perché a seguito della ripresa delle relazioni diplomatiche tra l'Italia e l'URSS aveva potuto constatare che Tania era «conosciuta all'Ambasciata russa» presso la quale si era registrata.

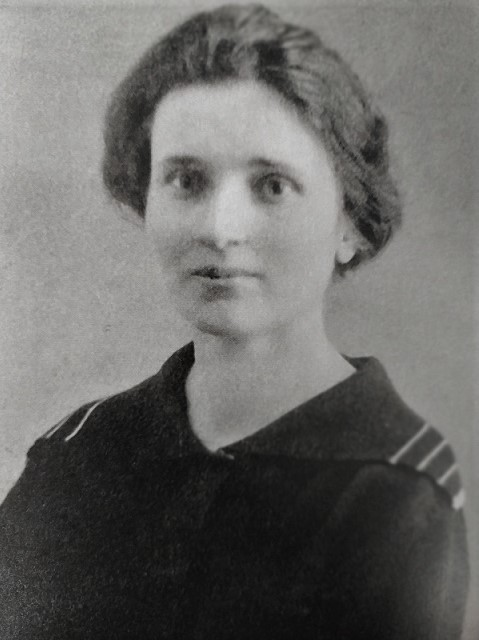
Tania Schucht nel 1925

Il 16 gennaio 1925 Gramsci informò la moglie che conosceva finalmente l'indirizzo di Tania, «a duecento metri di distanza» dalla sua nuova abitazione in via Morgagni, e che sarebbe andato presto a trovarla. Intanto poteva dirle che la donna non se la passava molto bene e che l'avrebbe aiutata a trovare un'occupazione più rispondente alle sue capacità e meglio retribuita. Le ricerche andarono a buon fine grazie all’intervento di un certo Stucevski che trovò il recapito di Tatiana fra gli indirizzi di una sua amica, e i due ebbero così modo di incontrarsi il 1º febbraio.
Gramsci riferì a Giulia che Tania era politicamente «molto più vicino a noi di quanto mi avevano fatto credere» e che però criticava il governo sovietico per «la libertà di stampa negata agli "esserre" e i patimenti che in alcune prigioni devono soffrire una certa Ismailia [...] e la Spiridonova: vorrebbe lavorare per i soviet, ma le hanno fatto credere che i rappresentanti a Roma dei soviet sono tutte canaglie corrotte e non vorrebbe avere niente di comune con loro».
Dopo l'incontro con Gramsci, la donna, persuasa dal dirigente comunista a entrare nell’apparato dell'URSS, trovò un impiego presso l’Ambasciata sovietica di Roma, pur continuando, secondo quanto riferisce Nilde Perilli, a lavorare all’istituto Crandon. La corrispondenza fra Tania e la sua famiglia in Russia ricominciò, e dalle sue lettere della primavera del 1925 si apprende che fra lei e Gramsci si era instaurata una collaborazione stretta: Tania aveva cominciato a fare per lui delle traduzioni dal russo, fra cui quelle di un capitolo della Teoria del materialismo storico di Bucharin, testo che Gramsci avrebbe poi utilizzato per le dispense della scuola di partito; i due cognati considerarono l'ipotesi di affittare insieme un appartamento e Tania iniziò anche a lavorare come traduttrice per il partito italiano.
Nell'ottobre 1925, accompagnata dalla sorella Eugenia, Giulia raggiunse Gramsci a Roma col figlio Delio, nato nel 1924; fino all'estate 1926 Tatiana visse in un appartamento in via Trapani con le due sorelle e col bambino; nel settembre 1926 tornò a vivere in via Musa con la famiglia dell'esule socialrivoluzionario Isaak Schreider.

### L'assistenza a Gramsci prigioniero
Una lettera di Tania ai familiari in Russia, scritta poco dopo l'arresto di Gramsci, contiene un resoconto degli ultimi giorni di libertà del deputato comunista e degli avvenimenti che portarono alla sua cattura; in essa Tania cercava di rassicurare circa l'assistenza del partito italiano e l'efficacia delle pressioni che il governo sovietico avrebbe potuto esercitare su quello fascista per ottenere un prossimo rilascio di suo cognato. Il PCd'I diede incarico a Tania di recuperare e mettere al sicuro libri e carte di Gramsci. Dal dicembre 1926, anche grazie al suo impiego presso l'Ambasciata sovietica, la Schucht diventò, secondo un biografo, «il principale canale di smistamento delle lettere di Gramsci ai familiari e viceversa».
Nel maggio 1927 Tania si trasferì a Milano per assistere Gramsci che era recluso a San Vittore, e cominciò a lavorare per la Rappresentanza commerciale dell'URSS. Dall'inizio dell'anno si era iscritta al Partito comunista sovietico. Fra il settembre 1927 e il gennaio 1928 Tania ebbe frequenti colloqui in carcere col cognato; il loro primo incontro ebbe luogo solo il 5 settembre, perché in precedenza Tania si era ammalata ed era stata ricoverata all'ospedale Fatebenefratelli. A gennaio 1928 si ammalò ancora e fu nuovamente ricoverata fino a maggio. Nei primi anni della prigionia di Gramsci, la posizione economica di Tania si era rinsaldata grazie all’impiego di interprete al settore esportazioni e di curatrice della corrispondenza presso la Rappresentanza commerciale, e questo le permise di inviare alla famiglia in Russia rimesse finanziarie che contribuirono all’acquisto di una nuova casa.

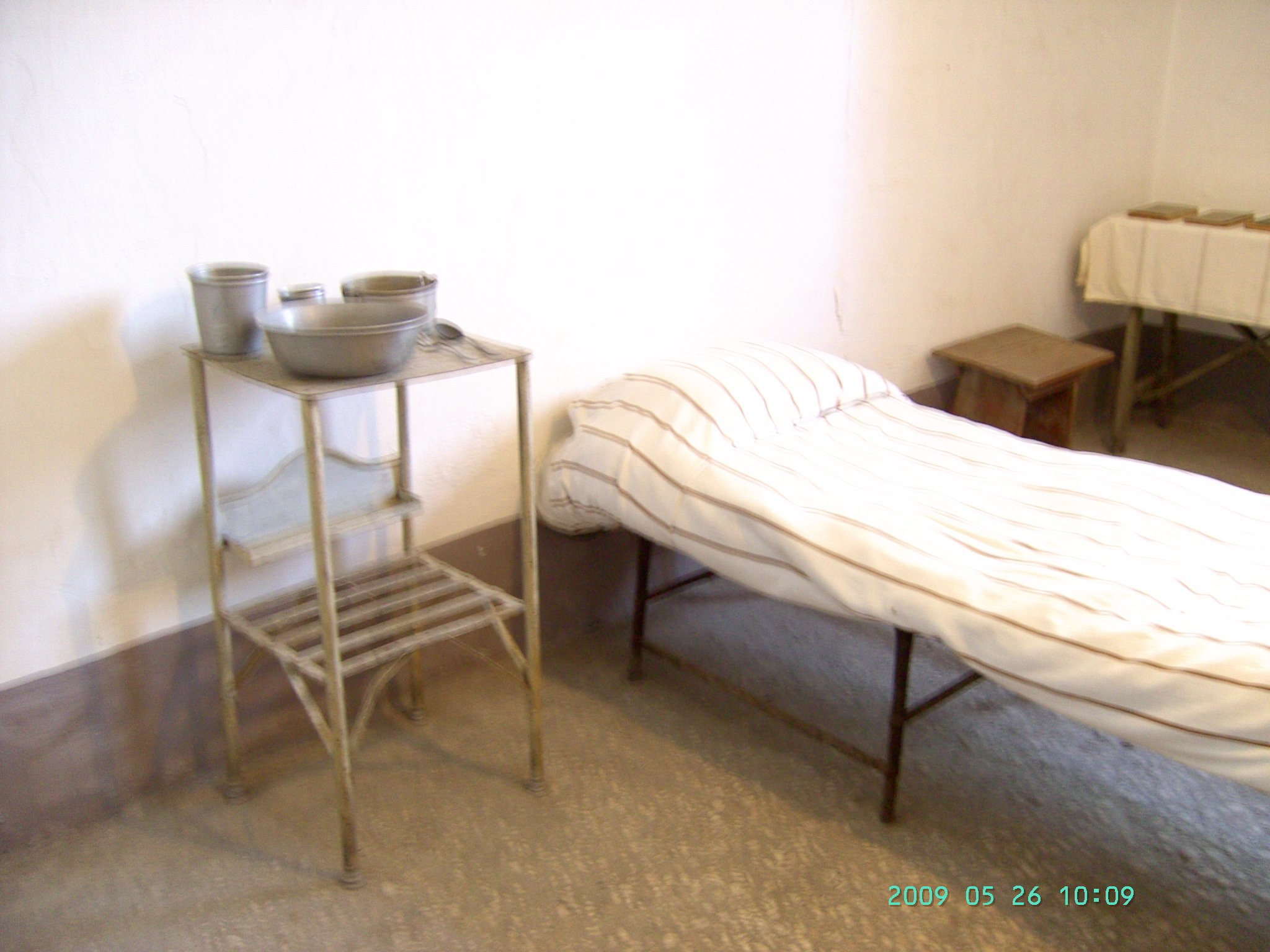
La cella di Gramsci a Turi

A settembre 1928 trovò impiego alla Delegazione commerciale sovietica a Milano; lo stesso mese incontrò Piero Sraffa. Il giovane economista era vicino al PCd'I ed era amico personale di Gramsci e di Palmiro Togliatti; con lui Tania collaborò strettamente nell'assistere materialmente e moralmente Gramsci fino alla morte di quest'ultimo.
A dicembre 1928 Tania si recò a visitare Gramsci al carcere di Turi, dove l'antifascista sardo era stato imprigionato dopo la condanna da parte del Tribunale speciale. Tornò a Turi a marzo 1929 e vi risiedette senza interruzione fino al giugno 1930, quando tornò a vivere a Roma. Nel frattempo, per le prolungate assenze aveva perso il suo impiego alla Delegazione sovietica; a Roma visse impartendo lezioni di lingue, matematica e scienze naturali. Nel 1932 si trasferì dalla sua amica Nilde Perilli, in via delle Alpi. Sul finire del 1930 aveva comunque ricominciato a lavorare per l'Ambasciata sovietica come traduttrice; a questo periodo risale anche l'inizio della sua collaborazione con l'NKVD. Oltre alle visite, Tania intratteneva con Gramsci una fitta corrispondenza e fungeva da tramite per le comunicazioni fra il prigioniero, la sua famiglia d'origine in Sardegna, i familiari in Russia e, tramite Sraffa, il centro estero in esilio del partito comunista italiano.
In una lettera alla madre dal carcere di Turi, datata 6 maggio 1929, Gramsci riconosce l'eccezionale dedizione con cui Tania lo assiste:
Con l'aggravarsi del suo stato di salute, il 7 dicembre 1933 Gramsci fu ricoverato alla clinica Cusumano di Formia; poco dopo, Tania iniziò a fargli visita ogni fine settimana. A novembre del 1934, la donna, (che era domiciliata a Roma presso la famiglia Perilli) si fermò a Formia, dovendosi anche lei curare. In quel frangente Gramsci aveva ottenuto la libertà condizionale, così i due cognati poterono fare insieme un giro in vettura per il centro del paese. Tania ripartì il 14 dicembre con la promessa, richiesta da Gramsci, che sarebbe tornata non più tardi del 20 per restare fino alla fine del mese. Dal 20 dicembre 1934 al 3 gennaio 1935, e poi nuovamente dal 9 al 23 gennaio 1935, Tania assisté Gramsci al suo capezzale prendendo anche lei una stanza nella struttura ospedaliera; successivamente si recò abitualmente in clinica rimanendovi dal sabato mattina al lunedì sera, tanto da indurre la questura di Roma a sospettare che la donna stesse architettando un piano per fare evadere il cognato ed espatriare in Svizzera e a ordinare il pedinamento della Schucht nei suoi spostamenti da Formia a Roma. A partire dall'agosto 1935, a causa del peggioramento delle sue condizioni di salute, l'ex deputato comunista dovette essere ricoverato alla clinica Quisisana di Roma, ricevendo la visita di Tania quasi tutti i giorni. Agli alti costi delle spese mediche e delle rette della clinica nella quale Gramsci era degente provvidero in parte Giulia ed Eugenia che dal 1934 inviarono alla sorella considerevoli finanziamenti, probabilmente fondi provenienti dal Soccorso Rosso Internazionale.

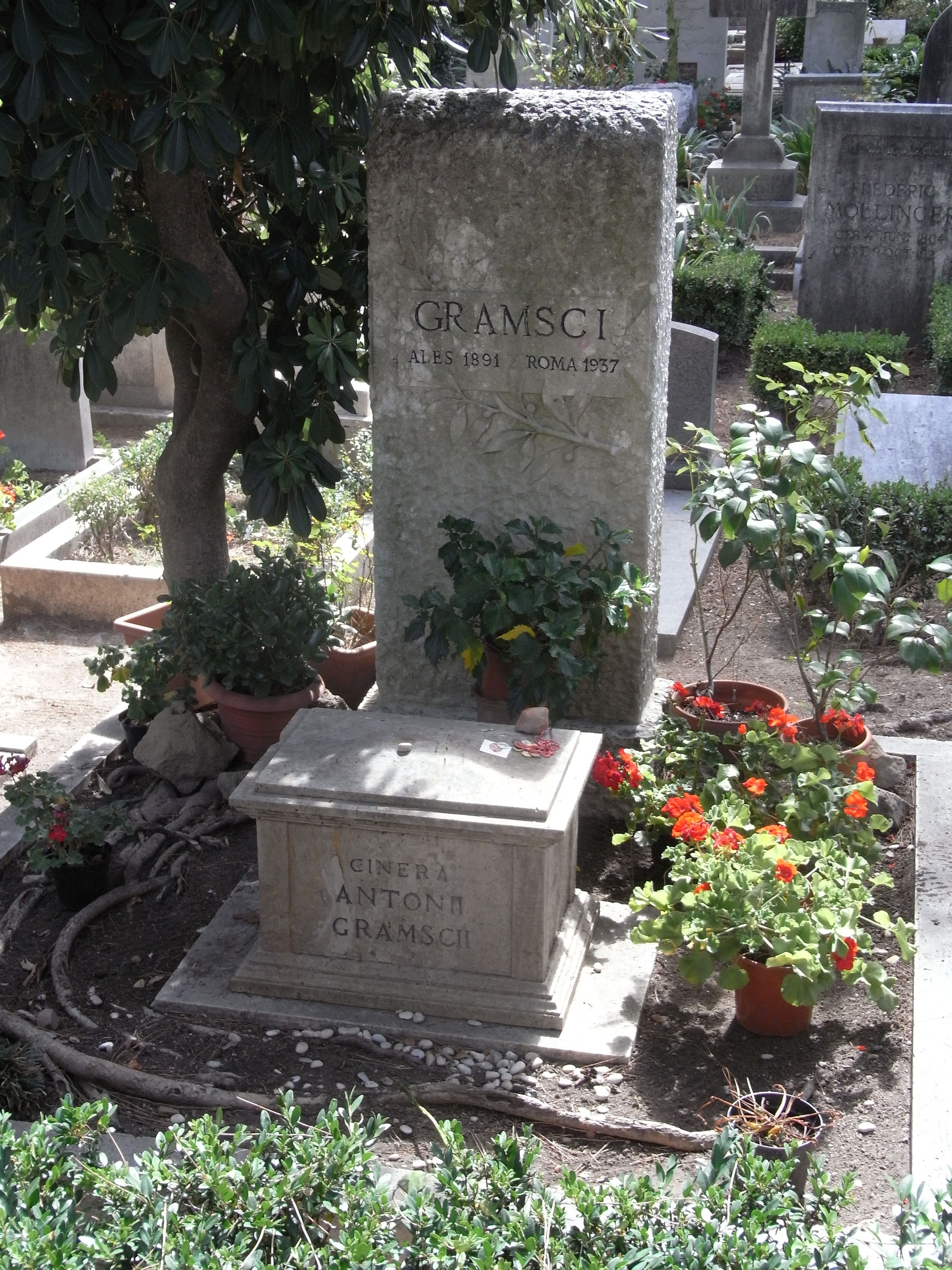
La tomba di Gramsci

Antonio Gramsci morì il 27 aprile 1937 per un'emorragia cerebrale che lo aveva colpito due giorni prima; al suo funerale, celebrato in forma privata il giorno successivo, furono presenti oltre agli agenti di pubblica sicurezza solo Carlo Gramsci (fratello di Antonio) e Tania, che lo aveva assistito nella sua agonia. Avvertito il giorno stesso della morte da un telegramma di Carlo, Sraffa scrisse subito a Tania una lettera nella quale le raccomandava di mettere al sicuro al più presto i manoscritti di Gramsci, riconoscendole i sacrifici di dieci anni che avevano permesso la sopravvivenza del leader comunista. Gramsci fu cremato e le sue ceneri furono deposte provvisoriamente al Cimitero del Verano; nel settembre 1938 Tania avrebbe provvisto all'inumazione definitiva nel Cimitero degli Inglesi.
Secondo uno storico, la «lettera disperata» che Tania scrisse a Sraffa il 1º luglio 1937 «ci fa capire con quanta forza e passione Tania abbia assunto il ruolo di testimone di Gramsci»:
Il ruolo di Tania fu cruciale anche nella preservazione dell'eredità letteraria di Gramsci: fu lei, infatti, a prendere in custodia i manoscritti dei Quaderni del carcere, a depositarli in un luogo sicuro e successivamente a curarne il trasferimento in URSS..

### Gli ultimi anni
Dopo la morte del dirigente comunista, Tatiana Schucht, oltre a mettere in salvo le carte gramsciane, richiese chiarezza sui trascorsi rapporti sempre più logorati fra il prigioniero e i compagni di partito, e sui sospetti di ambiguità che Gramsci nutriva a riguardo del comportamento del PCd’I, fino ad adombrare il tradimento nei propri confronti. La donna domandò aiuto a Sraffa, ma non ebbe una risposta soddisfacente. Così alla fine del 1938 lasciò l’Italia e tornò a Mosca, e nella città sovietica, attraverso una petizione della sorella Giulia, insistette nella richiesta di fare luce sulle responsabilità della mancata scarcerazione di Gramsci. Le indagini, che chiamavano in causa i dirigenti italiani e Togliatti, portarono a risultati non chiari che inasprirono i rapporti fra gli Schucht e il PCd’I. Anche per questo Tatiana preferì defilarsi dalla commissione voluta dal Comintern relativa all’eredità letteraria di Gramsci, venendo sostituita da Giulia ed Eugenia. Provò a insegnare francese e italiano senza successo perché vista con sospetto dalle autorità. Si rivolse allora all'ex ambasciatore sovietico Vladimir Potëmkin, ma la situazione continuò a restare in stallo e si accontentò di fare qualche traduzione a casa. Nell'ottobre del 1940 ricominciò la sua collaborazione con l'NKVD come traduttrice dal russo dei documenti segreti del Comintern, ma doveva anche fornire informazioni su amici e parenti che avevano un qualche incarico governativo. Durante la Grande guerra patriottica, Tatiana, con la madre, Giulia e Eugenia, si trasferì a Frunze; una sua richiesta di operare al fronte nel ruolo di infermiera non fu accolta.
Giuliano, il secondogenito di Gramsci che da bambino conobbe Tatiana Schucht quando la zia tornò in Unione Sovietica, ci ha lasciato un suo ritratto in cui scrive tra l’altro:
Quando Julija Grigor'evna venne a mancare, nel 1943, tutti i membri della famiglia Schucht tornarono a Mosca con l'eccezione di Tatiana, in sempre maggiore tensione, anche per ragioni ideologiche oltre che caratteriali, con i familiari e in particolare con Eugenia. Ammalatasi di lì a poco, morì nel settembre dello stesso anno, per una forma di tifo addominale.

## Al cinema e in televisione
- Antonio Gramsci - I giorni del carcere (Ita 1977) — film diretto da Lino Del Fra. Nel ruolo di Tania: Lea Massari
- Vita di Antonio Gramsci (Ita 1981) — serie tv in quattro puntate diretta da Raffaele Maiello. Nel ruolo di Tania: Milena Vukotic
- Nel mondo grande e terribile (Ita 2017) — film diretto da Daniele Maggioni, Maria Grazia Perria e Laura Perini. Nel ruolo di Tania: Anita Kravos

### Esplicative
1. ↑  In questa forma il nome della Šucht è citato nelle fonti bibliografiche e d'archivio italiane (Cfr. nota in Platone) e così sarà trascritto nella presente voce.
2. ↑  Si tratta dei membri del partito social-rivoluzionario russo, detti "ėsery", dalla sillabazione in lingua russa delle iniziali SR.
3. ↑  Il riferimento è a Aleksandra Adolf'ovna Izmajlovič (1878-1941), compagna della Spiridonova e con lei nella prigione di Akatuj in Siberia fino al 1917. Al tempo dell'incontro tra Tania e Gramsci, nel 1925, erano entrambe in esilio a Kaluga.
4. ↑  Il fonogramma del 12 febbraio 1935 indirizzato alla questura di Littoria così recita: «È stato riferito a questo ufficio di PS di Porta Pia che nota Schucht Tatiana di Apollo, durante la permanenza a Formia abbia preso accordi col cognato, ex deputato Gramsci, per tentare di lui fuga che pare finanziata e progettata da elementi residenti a New York. Anche la Schucht, secondo quanto riferito, penserebbe espatriare in Svizzera dove avrebbe sede comitato soccorso rosso che recentemente sarebbesi adoperato spedendo pacchi al Gramsci camuffando spedizioni con contenuto di frutta» In Spriano, p. 147, n1.
5. ↑   Nilde Iotti, in una lettera pubblicata su Rinascita il 3 agosto 1973, riporta il ricordo di Raffaele Mattioli secondo il quale i Quaderni del Carcere, prima di essere avviati a Mosca, vennero custoditi nella cassaforte della Banca Commerciale Italiana di cui Mattioli era un alto dirigente. Questa informazione non è del tutto coerente con ciò che affermò Sraffa a detta del quale il materiale prodotto dal leader comunista giunse a Mosca via corriere diplomatico provenendo dall’Ambasciata sovietica a Roma. In Canfora, pp. 287-9.

### Bibliografiche e sitografiche
1. ↑  Gramsci jr, p. 16.
2. ↑  Gramsci jr, p. 22.
3. ↑  Gramsci jr, pp. 17-22.
4. ↑  Gramsci jr, p. 23.
5. ↑  Gramsci jr, pp. 24-5.
6. ↑  Gramsci jr, p. 30.
7. ↑  Gramsci jr, p. 29.
8. 1 2  Gramsci jr, p. 84.
9. ↑  Francioni-Giasi, p. 157.
10. ↑  Gramsci jr, pp. 29-30.
11. ↑  Gramsci jr, p. 31.
12. ↑  Gramsci jr, pp. 84-5.
13. ↑  Cfr. Vacca, p. 196 n.
14. ↑  Cfr. Vacca, pp. 195-6 n.
15. ↑  Francioni-Giasi, pp. 151-152.
16. ↑  Cambria, nota 57, p. 96.
17. ↑  Santucci, p. 358.
18. ↑  Santucci, p. 370.
19. 1 2  Francioni-Giasi, p. 153.
20. ↑  Santucci, p. 410.
21. ↑  Gramsci jr, p. 88.
22. ↑  Francioni-Giasi, p. 155.
23. ↑  Santucci, pp. 412-413.
24. ↑  Gramsci jr, p. 89.
25. ↑  Vacca, pp. 40-1.
26. 1 2 3 4 5 6  Corrispondenti e familiari, in Gramsci 2020, p. CVI.
27. ↑  Vacca, pp. 41-2.
28. ↑  Vacca, p. 43.
29. ↑  Vacca, pp. 43-5.
30. ↑  Gramsci jr, pp. 98-9.
31. ↑  Gramsci 2014, p. 110.
32. ↑  Gramsci 2020, p. 365. Questa lettera è rimasta inedita fino all'ed. cit.
33. ↑  Spriano 1977, p. 79.
34. ↑  Santucci 1996, p. 822.
35. ↑  Natoli, p. 175.
36. ↑  Cronologia della vita di Gramsci, in Gramsci 2020, pp. XC-XCI.
37. ↑  Spriano, p. 145, n2.
38. ↑  Gramsci 2014, pp. 85-6.
39. ↑  Vacca, p. 323.
40. ↑  Rossi, pp. 181-2.
41. ↑  Lettera di Tatiana Schucht a Piero Sraffa, citata in Rossi, p. 182.
42. ↑  Rossi, pp. 175-88.
43. ↑  Gramsci jr, pp. 77-8 e 102-3.
44. ↑  Gramsci 2014, pp. 114-115.
45. ↑  Giuliano Gramsci, Ricordo di Tatiana, in Gramsci 2014, pp. 174-5. Questo scritto era stato originariamente pubblicato come prefazione al volume di Tatiana Schucht Lettere ai familiari, a cura di Mimma Paulesu Quercioli, Roma, Editori Riuniti, 1991.
46. ↑  Gramsci 2014, p. 117.